# Latarnia morska Hurst Point
Latarnia morska Hurst Point – latarnia morska położona na piaszczystym cyplu u wejścia do cieśniny Solent oddzielającej wyspę Wight od wybrzeża Hampshire. Latarnia oddalona jest około trzech kilometrów od osady Keyhaven koło Milford on Sea. 
Pierwsza latarnia morska Hurst Tower, zbudowana w latach 1785-1786, była zlokalizowana na południowo-zachodniej wieży zamku Hurst Castle i po raz pierwszy została zapalona 29 września 1786 roku. W 1812 roku, po uwagach kapitanów statków, że latarnia nie jest widoczna z wszystkich niezbędnych pozycji na morzu, Trinity House zbudowała i uruchomiła wyższą wieżę. W okresie od 1865 do 1873 roku Hurst Castle został przebudowany i zmodernizowany. W 1866 roku została zbudowana nowa 26-metrowa okrągła granitowa latarnia zwana Low Light, która zastąpiła Hust Tower. 
Latarnia została zautomatyzowana w 1923 roku. W 1997 roku została zmodernizowana.  W 2006 roku w zachodnim skrzydle Hurst Castle Trinity House otworzyło wystawę, która dostępna jest dla zwiedzających. Do latarni oraz Hurst Castle można dotrzeć z Keyhaven lub Yarmouth łodzią lub z Milford on Sea pieszo.
Zasięg światła białego wynosi 13 Mm, a czerwonego 10 Mm. Obecnie stacja jest monitorowana z Trinity House Operations & Planning Centre w Harwich.